# Farmacia popular
Una farmacia pública o botica popular es un establecimiento, por lo general de tipo estatal, que expende o comercializa medicamentos a un precio más bajo que en el presente en el mercado farmacéutico. Suelen ser administrados por el gobierno local, como un municipio, siendo considerado como una ayuda social prestada por el Estado para personas de bajos ingresos o que gastan un alto porcentaje de su presupuesto familiar en medicamentos, además de ser una medida paliativa a la desigualdad de ingreso en un país determinado. La venta está normalmente sujeta a condiciones de compra en relación con la cantidad y a quién puede adquirirlos, con el fin de evitar la reventa y no estatizar el mercado en una economía libre. Tiene su origen en el modelo ecuatoriano de farmacia popular creado en 1983, sin embargo, han sido replicadas en otros países latinoamericanos: República Dominicana (1984), Brasil (2004) y Chile (2015). 

## Farmacias populares por país

### Brasil

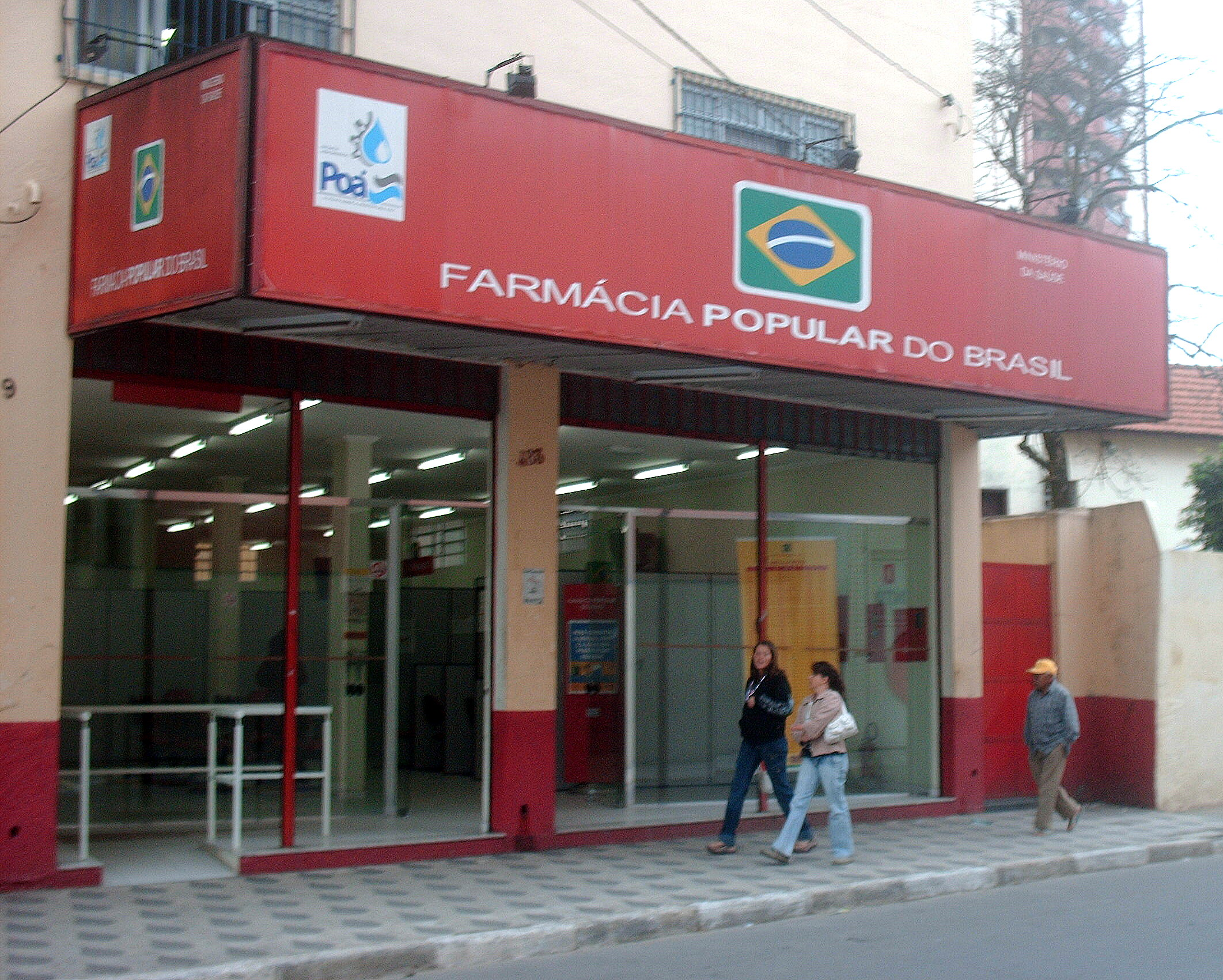
Farmacia Popular de Brasil en Poá, São Paulo (2008)

El Programa de Farmacia Popular de Brasil forma parte del Sistema Único de Saúde (SUS) y va destinado para las personas de más bajos recursos. Se comenzaron a implementar en el país a partir de 2004 a través de la Ley 10858, llamada «Política Nacional de Asistencia Farmacéutica». Son administradas por los municipios y cuentan con 546 unidades distribuidas por todo el país.

### Chile

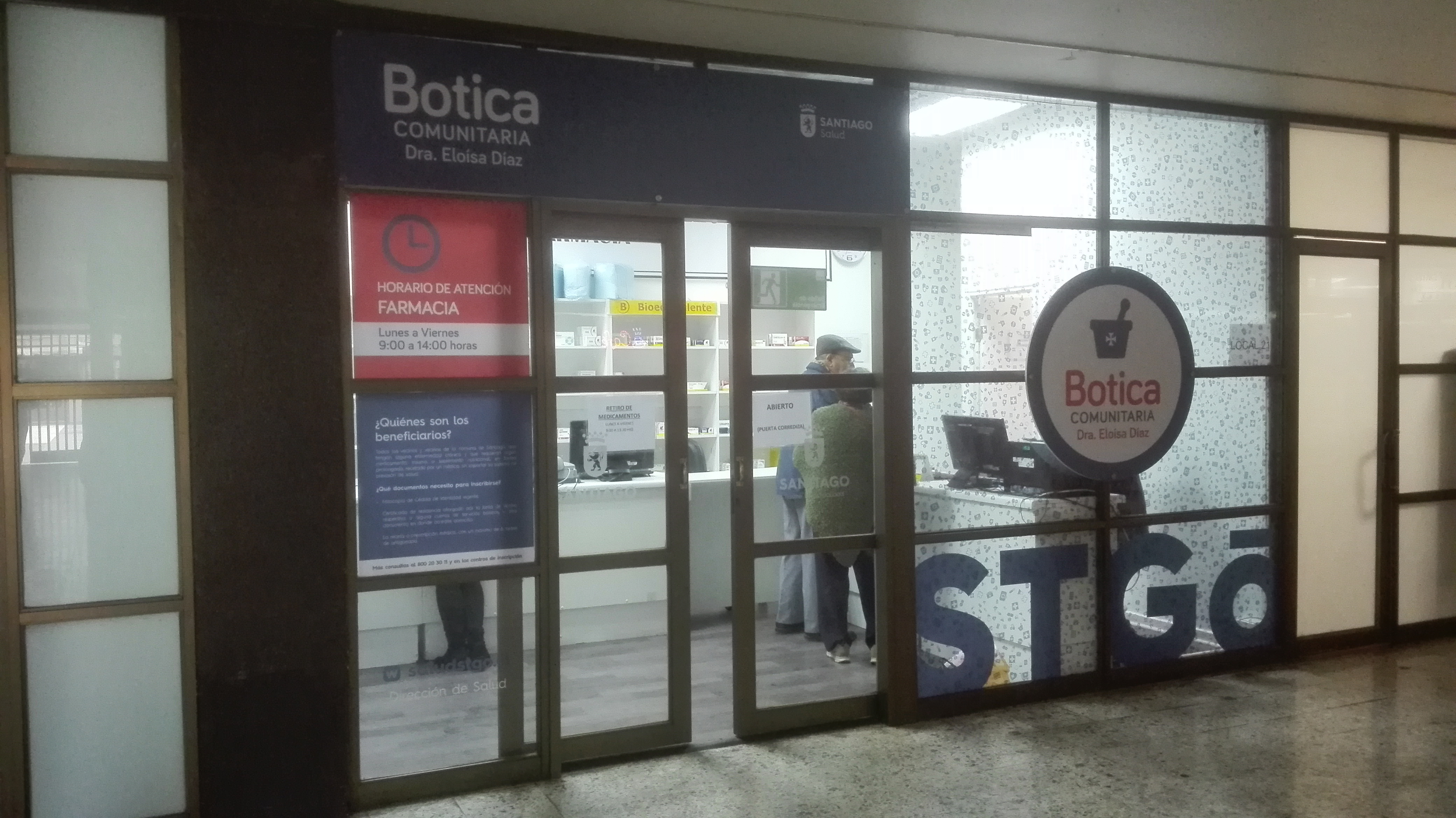
Farmacia popular en la comuna de Santiago.

El 15 de octubre de 2015 el alcalde Daniel Jadue de la comuna de Recoleta, en Santiago de Chile, inauguró la primera farmacia popular del país, en respuesta a la demanda solicitada por los residentes de dicha comuna y como medida tras la sentencia judicial en el caso de colusión de precios en farmacias chilenas, que sacó a la luz pública esta práctica efectuada por las tres cadenas de farmacias más grandes del país con el objeto de controlar los precios del mercado farmacéutico nacional y ofrecer productos accesibles a la población. Esta idea se replicó en otros municipios, tales como Viña del Mar, Temuco, San Pedro de la Paz, Huechuraba y Ñuñoa, quienes deben solicitar autorización al Instituto de Salud Pública de Chile para su funcionamiento. La venta está condicionada para quienes residen en la misma comuna y se encuentran previamente inscritos en el sistema público de salud (FONASA).

### Ecuador
El 6 de enero de 1983 se decretó la creación de las Farmacias de Medicamentos Básicos, organismo destinado a cubrir las necesidades de implementos farmacéuticos y quirúrgicos de cada Unidad Operativa de Salud. Esto a su vez permitió la creación de la Farmacia Popular de Medicamentos Básicos, establecimientos administrados por la Dirección Nacional de Control Sanitario y por cada Dirección Provincial del Ministerio de Salud Pública de Ecuador, para que pacientes de menores ingresos económicos tengan acceso a un precio rebajado de los medicamentos más consumidos en el país.

### República Dominicana
La Botica Popular o también llamada "farmacia del pueblo", son una serie de establecimientos estatales que fueron creados mediante decreto presidencial en 1984. Se encuentran administradas a nivel nacional por el Programa de Medicamentos Esenciales (PROMESE). Está destinada para atender a pacientes del sistema público nacional de salud de más bajos recursos económicos.